# Alkman
Alkman (7. årh. f. Kr.) er en tidlig græsk korlyriker fra Sparta. Han er den ældste i den græske kanon af ni lyrikere.

## Biografi
Ifølge en antik tradition (der formentlig går tilbage til Aristoteles) stammede Alkman fra den lydiske hovedstad Sardes. Han skal være kommet til Sparta som Agesidas' (= Hagesidamos') slave, men blev frigivet på grund af sine talenter. De antikke forfatteres biografier er dog som regel senere konstruktioner lavet på baggrund af fortolkninger og overfortolkninger af deres digtning.

## Overlevering
I oldtiden var Alkman tilskrevet seks bøger med korlyrisk digtning (ca. 50-60 sange), men de gik sandsynligvis tabt allerede før middelalderen. Alkman var ind til det 19. årh. kendt udelukkende i kraft af fragmenter i andre græske forfatteres værker. I 1855 blev der fundet en papyrus i en grav i det egyptiske Saqqâra, og denne papyrus indeholdt 101 vers af et såkaldt partheneion. Papyrusen befinder sig nu på Musée du Louvre. I 1960'erne blev der fundet og offentliggjort flere betydningsfulde papyrus med alkmandigte i den britiske samling af egyptiske papyri fra Oxyrhynchos.

## Digtenes art. Lesbisk kærlighed
De fleste fragmenter stammer fra parthenioner, dvs. hymner, der blev opført af kor af ugifte kvinder (af græsk παρθένος 'jomfru'). Denne genre er blevet beskrevet udtømmende af den schweiziske antikforsker Claude Calame (1977). Sangene blev opført i forbindelse med fester i anledning af pigernes initiationsriter. Sandsynligvis har Alkman digtet tilsvarende korsange til drengene, men det er pigesangene, som de hellenistiske lærdes interesse først og fremmest har drejet sig om.
Pigerne giver i de overleverede fragmenter ikke sjældent udtryk for homoerotiske føleleser, og de antikke forfattere fortæller da også, at de spartanske kvinder var engageret i homoseksuelle forhold, der kan sammenlignes med grækernes velkendte pæderasti (mellem ældre og yngre mænd). Den omtrent samtidige digterinde Sappho fra Lesbos (der har givet navn til den lesbiske kærlighed) beskriver lignende forhold i sin lyrik. Det kan ikke afgøres, om disse forhold havde en fysisk side og i så fald hvilken. At kærligheden er blevet besunget af en mand, Alkman, og endda er udråbt i forbindelse med byens religiøse fester, er en indikation på, at pigernes romantiske følelser var rimelige, ja ligefrem ønskelige.